# Triei
Triei település Olaszországban, Szardínia régióban, Ogliastra megyében. Lakosainak száma 1057 fő (2023. január 1.). Triei Baunei, Talana, Urzulei és Lotzorai községekkel határos.

## Népesség
A település lakossága az elmúlt években az alábbi módon változott:
| Lakosok száma | 1118 | 1132 | 1057 |
|               | 2017 | 2018 | 2023 |